# Heliotropium chiatellinii
Heliotropium chiatellinii är en strävbladig växtart som beskrevs av Emilio Chiovenda. Heliotropium chiatellinii ingår i Heliotropsläktet som ingår i familjen strävbladiga växter. Inga underarter finns listade i Catalogue of Life.